# 274301 위키피디아
274301 위키피디아(274301 Wikipedia)는 소행성대의 소행성이다. 2008년 8월, 우크라이나의 안드루시우카 천문대에서 발견했다. 2013년 1월, 인터넷 백과사전인 위키백과의 이름을 따서 명명되었다.

## 발견
소행성은 우크라이나의 안드루시우카 천문대에서 발견되었다. 2008년 8월 25일 22시 47분 (UTC)에 처음 발견되었다. 다음 날 밤에 다시 관측되어 임시 이름으로 2008 QH24이 붙었다. 9월 6일에 다시 관측되어, 소행성의 궤도가 정밀하게 계산되었다. 소행성 2008 QH24은 예전에 관측되었던 소행성 1997 RO4과 소행성 2007 FK34과 동일 천체임이 밝혀졌다.
2011년 4월 18일, 소행성 번호 274301이 지정되었다.

## 명명
2013년 1월 27일, "소행성 회보"(Minor Planet Circular)를 통해 소행성 이름으로 "위키피디아"(Wikipedia)를 명명했음을 발표했다. 위키피디아라는 이름은 위키미디어 우크라이나의 이사인 안드리 마쿠하가 제안했으며, 천문대 소유자인 유리 이바셴코에 의해 제출되었다.

## 같이 보기
- 소행성체 목록